# Cratere Secchi (Luna)

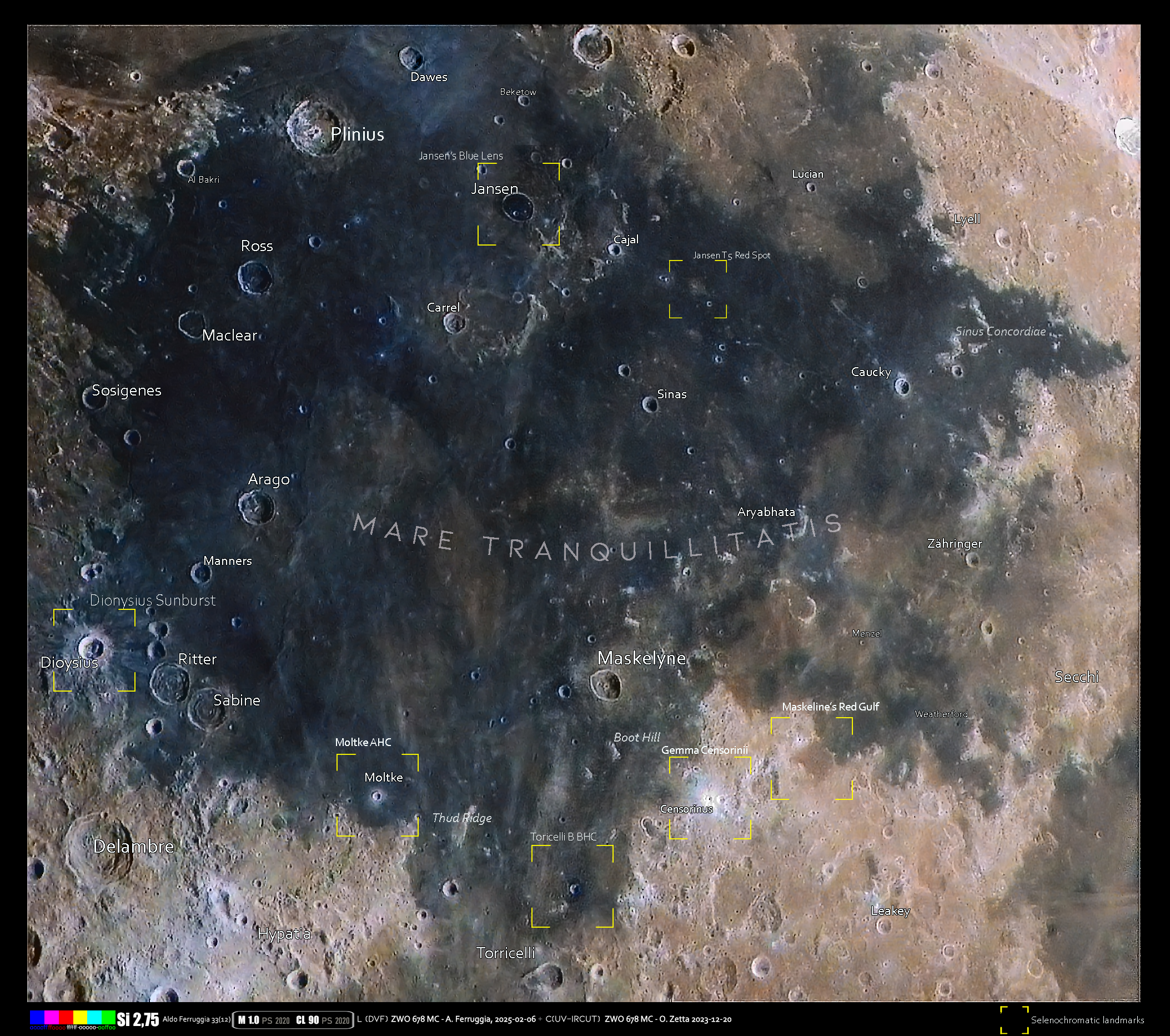
Immagine selenocromatica dell'area del cratere(a destra in basso)

Secchi è un cratere lunare di 22,13 km situato nella parte nord-orientale della faccia visibile della Luna.
Il cratere è dedicato all'astronomo italiano Angelo Secchi.